# 돈 맥클린
돈 맥클린(영어: Don McLean, 1945년 10월 2일 ~ )은 미국의 싱어송라이터이자 기타리스트이다. 팬들에게 "미국의 트루바두르" 또는 "경로의 왕"으로 알려진, 그는 1971년 히트곡 〈American Pie〉로 가장 잘 알려져 있다. 이 곡은 초기 로큰롤 세대의 순수함을 잃어버린 8분 30초짜리 포크 록 "문화적 표준"이다. 그의 다른 히트 싱글로는 〈Vincent〉 (빈센트 반 고흐에 관한 것), 〈Dreidel〉, 그리고 〈Wonderful Baby〉가 포함되어 있으며, 로이 오비슨의 〈Crying〉과 스카이라이너스의 〈Since I Don't Have You〉도 포함되어 있다.
맥클린의 노래 〈And I Love You So〉는 엘비스 프레슬리, 페리 코모, 헬렌 레디, 글렌 캠벨 등이 녹음했다. 2000년, 마돈나는 〈American Pie〉의 공연으로 히트를 쳤다.
2004년, 맥클린은 송라이터 명예의 전당에 헌액되었다. 2018년 1월, 방송음악협회(BMI)는 〈American Pie〉와 〈Vincent〉가 각각 5백만 대와 3백만 대의 비행기에 도달했다고 인증했다.

## 녹음 경력

### 〈American Pie〉

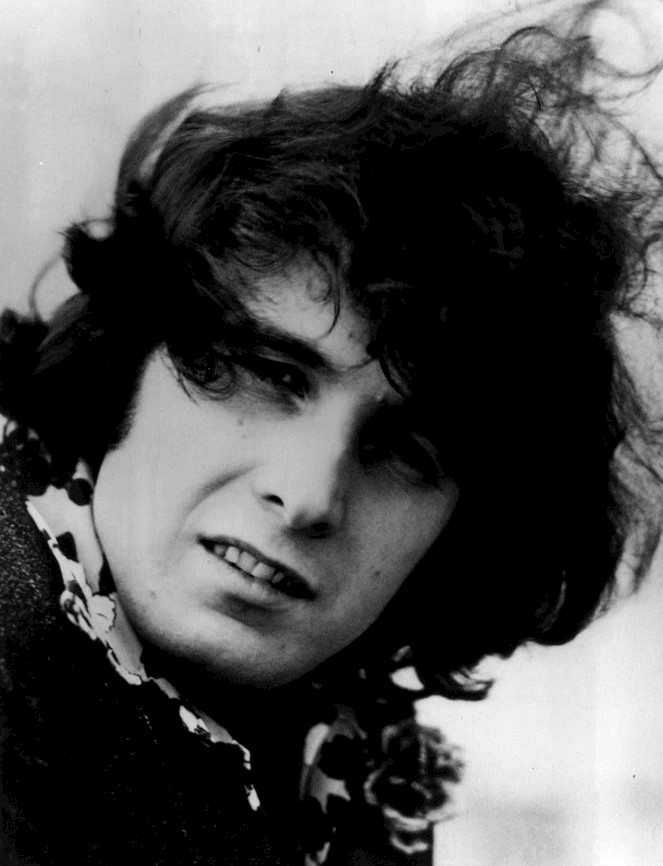
1976년의 맥클린

맥클린은 1959년 신문 배달을 하다가 록 가수 버디 홀리의 죽음을 알게 된 기억을 토대로 《American Pie》를 만들었다. 이 노래는 활기찼던 1950년대에서 암울한 1960년대로 넘어가는 미국의 변화상을 묘사한 노래로 널리 알려졌다. 〈American Pie〉는 6절에 달하는 노래 가사로 은유와 상징으로 가득해 가사의 의미를 놓고 설이 분분했다. 맥클린은 가사 원본을 내놓으면서 20세기 후반 격동기를 묘사한 노래의 진정한 의미를 이해할 수 있길 바란다고 밝혔다.
노래에서 반복되는 마지막 구절인 '음악이 죽던 날'(the day the music died)은 로큰롤 개척자였던 버디 홀리와 리치 밸런스, 빅 바퍼(J.P. 리처드슨) 등이 숨진 1959년의 비행기 사고를 의미하는 것으로 전해져왔다.  이에 대해 매클레인은 크리스티 카탈로그에 실린 지난 2월 인터뷰에서 사람들이 궁금해온 가사의 의미에 대해 언급하면서 "가사와 음악에 담으려 했던 말로 표현할 수 없는 미국의 모습"이라고 설명했다. 또 "사람들이 제대로 받아들이고 있는지 모르겠지만 어떤 뜻으로는 그건 교훈적인 노래"라고 말하면서 "나는 1970년대를 살았고 지금은 2015년에 살고 있다. 어디에도 더는 시가 없고 로맨스도 거의 없다. 그것은 진짜 '아메리칸 파이'의 마지막 구절 같다"고 아쉬워했다.
2015년, 그래미 명예의 전당에 오르고 RIAA가 선정하는 '20세기 최고의 곡 5'에 올랐던 1970년대 팝 명곡인 〈American Pie〉의 가사 원본이 뉴욕 크리스티 경매에서 120만 달러(14억 원)에 낙찰됐다. 1970 ~ 1971년 연필과 펜으로 쓰거나 타자로 친 18쪽짜리 원고의 낙찰 예상가는 100만~150만 달러였다. 크리스티측은 7일(현지시간) 경매에 오른 미국 문예 원고로서는 세 번째로 높은 낙찰가였으나 낙찰자를 공개하지 않았다.

## 음악이 죽은 날
1971년 그의 노래 〈American Pie〉의 측면은 세대를 걸쳐 미국 문화의 일부가 되었다. 맥클린의 가사는 로큰롤 초기의 주요 사건에 대한 인식에 소급적으로 영향을 미쳤다.
특히, 음악가 버디 홀리, 리치 밸런스, 그리고 빅 바퍼를 죽인 비행기 사고는 버디 홀리의 팬인 맥클린이 노래에서 이를 더빙한 표현인 "음악이 죽은 날(The Day The Music Died)"로 알려지게 되었다. 그를 위한 홀리의 죽음은 초기 로큰롤 세대의 "순수의 상실"을 상징했다.
《음악이 죽은 날(The Day The Music Died)》이라는 제목의 2022년 다큐멘터리에서 맥클린은 50년 만에 처음으로 그의 히트곡 가사의 의미에 대해 논의했다.

## 다른 사람에게 미치는 영향

### 투팍 샤커
〈Vincent〉는 미국의 래퍼 투팍 샤커가 가장 좋아하는 노래였다. 그의 여자친구는 그가 생사의 갈림길에 누워 있을 때 그것을 병실로 가져갔기 때문에 최악의 상황이 발생하면 그는 이 노래를 듣고 있을 것이다. 그리고 투팍이 이 세상에 남긴 말이 바로 "빈센트(Vincent)"이다. 투팍의 어머니는 〈Vincent〉가 그의 다큐멘터리에 있어야 한다고 주장했다.

### 윤석열
조 바이든 대통령은 대한민국의 윤석열 대통령의 공식 국빈 방문을 양국의 70년 동맹을 축하하기 위해 2023년 4월 27일 백악관에서 국빈 만찬으로 마무리했다. 공연이 끝난 뒤 윤 대통령은 돈 맥클린의 〈American Pie〉를 1분 가량으로 불렀고, 바이든 대통령은 윤 대통령에게 맥클린이 사인한 기타를 선물했다.